# Live 2013 EP
Live 2013 EP – koncertowy minialbum amerykańskiego zespołu industrialnego Nine Inch Nails, wydany 10 września 2013 roku ekskluzywnie na Spotify. Zawiera cztery utwory nagrane podczas koncertów na trasie Twenty Thirteen Tour, promujące najnowszy album grupy Hesitation Marks, z których jeden utwór - "Sanctified" - pochodzi z debiutanckiego albumu Pretty Hate Machine.

## Lista utworów
1. "Copy of A" (na żywo z Fuji Rock Festival) - 6:13
2. "Came Back Haunted" (na żywo z Lollapalooza 2013) - 5:22
3. "Sanctified" (na żywo z Lollapalooza 2013) - 4:53
4. "Find My Way" (na żywo z Lollapalooza 2013) - 5:26